# Everts Air
Everts Air  — американская авиакомпания местного значения со штаб-квартирой в городе Фэрбанкс (Аляска, США), выполняющая регулярные пассажирские и чартерные перевозки между небольшими аэропортами штата Аляска.
Портом приписки авиакомпании и её главным транзитным узлом (хабом) является Международный аэропорт Фэрбанкс, в качестве вторичного хаба используется Международный аэропорт имени Теда Стивенса в Анкоридже.

## История
Деятельность Everts Air восходит к 1978 году, когда бизнесменом Робертом У. Эвертсом была создана частная авиакомпания Tatonduk Outfitters Limited, обеспечивавшая перевозку шахтёров на единственном самолёте Cessna 180 по отдалённым пунктам назначения в штате Аляска. Отец бизнесмена Клиффорд Р. Эвертс спустя два года основал ещё одну авиакомпанию Everts Air Fuel Inc., которая занималась авиаперевозкой топлива и специальных опасных грузов так же по отделённым аэропортам штата.
В 1993 году оба авиаперевозчика слились в одну авиакомпанию Everts Air, которая в том же году в дополнение к сертификату Федерального управления гражданской авиации США по части 135 (местные регулярные и чартерные рейсы) получила сертификацию по части 121 (внутренние регулярные и чартерные пассажирские рейсы, чартерные грузовые рейсы). С появлением в воздушном флоте авиакомпании самолётов McDonnell Douglas DC-6 и Curtiss-Wright C-46 Commando, пассажирские и грузовые перевозки были разделены между подразделениями Everts Air и Everts Air Cargo.

## Пункты назначения
В ноябре 2008 года авиакомпания Everts Air выполняла регулярные пассажирские рейсы в следующие пункты назначения:
1. Аллакакет (AET) — Аэропорт Аллакакет
2. Анкчувек-Пасс (AKP) — Аэропорт Анкчувек-Пасс
3. Анкоридж (ANC) — Международный аэропорт Анкоридж имени Теда Стивенса хаб
4. Аниак (ANI) — Аэропорт Аниак
5. Арктик-Виллидж (ARC) — Аэропорт Арктик-Виллидж
6. Барроу (BRW) — Аэропорт имени Уили Поста-Уилла Роджерса
7. Бивер (WBQ) — Бивер
8. Бетел (BET) — Аэропорт Бетел
9. Беттлс (BTT) — Аэропорт Беттлс
10. Диллинхем (DLG) — Аэропорт Диллинхэм
11. Игл (EAA) — Аэропорт Игл
12. Эммонак (EMK) — Аэропорт Эммонак
13. Фэрбанкс (FAI) — Международный аэропорт Фэрбанкс хаб
14. Форт-Юкон (FYU) — Аэропорт Форт-Юкон
15. Галена (GAL) — Аэропорт имени Эдварда Г. Питка
16. Илламна (ILI) — Аэропорт Илламна
17. Кинг-Салмон (AKN) — Аэропорт Кинг-Салмон
18. Коцебу (OTZ) — Аэропорт имени Ральфа Вайена
19. Лейк-Минчумина (MHM/LMA) — Аэропорт Минчумина
20. Ном (OME) — Ном (аэропорт)
21. Прадхо-Бей (SCC) — Аэропорт Дедхорс
22. Сент-Мерис (KSM) — Аэропорт Сент-Мерис
23. Уналаклит (UNK) — Аэропорт Уналаклит
24. Венети (VEE) — Аэропорт Венети

## Флот
По состоянию на сентябрь 2008 года воздушный флот авиакомпании Everts Air составляли следующие самолёты:
- 1 Cessna 180
- 4 PA-32
- 8 Douglas DC-6, модели A и BF (грузовые)
- 2 Curtiss-Wright C-46 Commando (грузовые)
- 3 Embraer EMB 120 Brasilia